# شهر کابل جدید

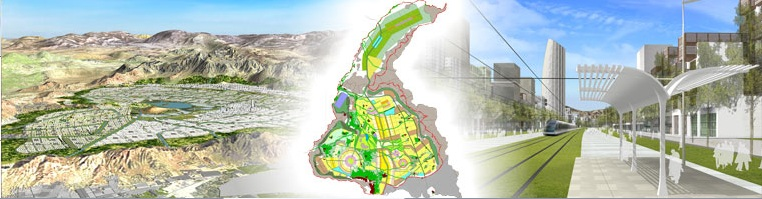
انکشاف و توسعهٔ شهر جدید کابل مبلغ ۸۰ میلیارد دلار آمریکایی هزینه دارد.

ادارۀ انکشاف شهر جدید کابل (ده‌سبز و باریک آب)
Dehsabz-Barikab City Development Authority (DCDA
طرح و ساخت شهر جدید کابل با حل مشکلات و آرزوهای میلیون‌ها شهروند افغانستان در پایتخت کشور گره خورده‌است. از سال ۲۰۰۲ تا ۲۰۰۶ نظریات مختلفی برای بیرون‌رفت از بحران رشد سرسام‌آور جمعیت، فقدان مسکن و زیربناهای شهری، ازدیاد بیکاری و زباله روزافزون محیط زیست در شهر کابل بررسی گردید.
نتایج مطالعات مختلف حاکی از متعادل ساختن تراکم شهری در کابل موجوده و تقسیم جمعیت از طریق توسعۀ شهری در اطراف آن بود. این امر باعث گردید که در سال ۲۰۰۶ به اساس حکم مقام عالی ریاست جمهوری اسلامی افغانستان یک گروه مستقل برای توسعۀ شهر جدید کابل ایجاد گردد. گروه موظف به طرح، طی مراحل و تطبیق طرح بزرگ و ترتیب دستورالعمل استفاده از درآمد آن گردید. گروه در نخستین اقدام مناطق ده‌سبز را که پیشتر توسط متخصصان مختلف افغانی و خارجی برای شهر جدید پیشنهاد گردیده بود مورد تأیید قرار داده و بعد از مطالعات ابتدایی، منطقۀ باریک‌آب به صفت یک منطقۀ کشاورزی-تجارتی در آن افزوده شد.
طرح بزرگ شهر جدید کابل تحت رهبری گروه مستقل توسعۀ شهر جدید کابل و همکاری متخصصان کشورهای دوست فرانسه و جاپان در اوایل سال ۲۰۰۹م. تکمیل و طی جلسۀ مورخ ۲۰/۴/۲۰۰۹ و مصوبه شمارۀ (۱) شورای محترم وزیران جمهوری اسلامی افغانستان به عنوان بزرگترین پروژهٔ ملی کشور منظور گردید.
طرح اجرا مرحله‌وار ماسترپلان در سه فاز پنج‌ساله ریخته شد.
در فاز اول که قرار است در مدت پنج سال آینده عملی گردد، پنج برنامه گنجانیده شده بود، که عبارتند از:
۱. تهیۀ هشتاد هزار واحد مسکونی برای تخمیناً چهارصد هزار باشنده
۲. توسعۀ یک‌سوم باریک‌آب برای تولیدات کشاورزی به صفت بخش تجارتی-اقتصادی شهر جدید
۳. انکشاف زیربناها و تسهیلات عمومی اساسی شهر
۴. احیا، حفظ و توسعۀ اکثر قرا و دهات موجوده، ایجاد پارک مرکزی و بخشی از کمربند سبز در اطراف شهر
۵. طرح‌ریزی فازهای دوم و سوم
در این اواخر نظر به لزوم دید اداره، ایجاد دو برنامۀ دیگر نیز طرح گردیده و تحقیقات اساسی روی آن‌ها جریان دارد، که عبارتند از:
۶. تهیهٔ طرح ساختاری برای ساختن منازل روی زمین‌های دولتی که ضرورت به پاکسازی و استملاک نداشته و می‌تواند بدون وقت به بخش خصوصی پس از مناقصه توزیع گردد.
۷. ایجاد پارک‌های صنعتی برای تولید مواد ساختمانی و صنایع کوچک توسط بخش خصوصی در توابع شهر جدید که در حال حاضر سروی شرکت‌های موجودهٔ تولید مواد ساختمانی جریان داشته و در صورت عدم بسنده‌بودن تولیدات آن‌ها برای احداث شهر جدید، مناطق جدید صنعتی در شهر جدید در اختیار شرکت‌های علاقه‌مند گذاشته خواهد شد.

## علت‌های توسعۀ شهر کابل
شهر کابل کنونی برای ۵۰۰–۷۵۰هزار ساکن طراحی گردیده‌است. طی ۳ دهه جنگ، ساکنان این شهر به ۴٫۵ میلیون کشید. حدود ۱٫۸ میلون نفر در ۶۸٪ شهر کابل خارج از نقشۀ کابل در خانه‌های خود سر زندگی می‌نمایند؛ که بیجا ساختن این‌ها ناممکن است. شهر به مشکلات فاضلاب آب هوای تنفسی ازدیاد زباله مبتلا است. طبق اظهارات بورد مستقل کابل جدید شهر کابل پس از ۱۵ سال دارای نفوس ۸ میلیون خواهد بود؛ که برای آن‌ها آب و هوای موجود کافی نخواهد بود. بدین منظور ضرورت است تا شهر را وسعت داد.

## مدت و مراحل ساختن کابل جدید
ساخت به تعداد ۲۴۰٬۰۰۰ منازل مسکونی به شمول وزارتخانه‌ها، راه‌ها، مارکیت‌ها، کانالیزاسیون و غیره ملحوظات شهر مدرن به وقت ضرورت دارد بناعاً دولت اعمار این شهر را برای مدت ۱۵ سال تعیین نموده‌است؛ که به ۳ مرحلۀ ۵ساله تقسیم شده‌است.
۱. مرحلۀ اول در سال ۲۰۱۰ آغاز و در سال ۲۰۱۵ باید پایان بیابد. درین مرحله باید برای ۴۰۰ هزار نفر ۸۰ هزار مسکن در ساحۀ ۴٬۹۰۰ هکتاری اعمار گردد. این مرحله به ۱۱ بخش تقسیم شده‌است.
۲. مرحله دوم از سال ۲۰۱۵ تا ۲۰۲۰
۳. مرحله سوم از سال از ۲۰۲۰ تا ۲۰۲۵ می‌باشد.
قرار است کار این پروژه در سال ۲۰۲۵ به اختتام برسد. این شهر در حدود یک‌ونیم برابر کابل کنونی در میان ولسوالی ده‌سبز، فرودگاه بین‌المللی کابل و فرودگاه هوای بگرام، کوه مارکو و صافی واقع شمال کابل کهنه به مساحت ۵۰۰ کیلومتر مربع به شمول ساحۀ زراعتی سبز به ۷۵۰ کیلومتر مربع پلان شده‌است. ساحۀ باریک‌آب، ساحۀ زراعتی و ذخایر مواد زراعتی برنامه‌ریزی شده‌است این ساحه حدود ۱۷٬۵۰۰ هکتار یا ۸۷٬۵۰۰ جریب را احتوا خواهد نمود؛ که مجموعاً قرار است در این شهر ۳ میلیون نفوس جا داده شود. این شهر دارای ۱۳ نفر بورد با صلاحت بوده که توسط ۷ نفر از مشاوران داخلی نظارت می‌شود. شهر کابل جدید مطابق به مدل وقت اعمار خواهد شد. مصارف مجموعی این شهر به ۳۵ میلیارد دالر کشانیده خواهد شد. در نظر است کمپنی جاپانی به‌نام جایکا زیر بنا این شهر را اعمار نماید.

## آب آشامیدنی
ظرفیت آب زیر زمینی کابل در یک سال ۱۶۶ میلیون متر مکعب به نورم ۹۰ لیتر می‌باشد که تا حدود ۵ میلیون از آن استفاده خواهد نمود. در نظر است آب این پروژه از رودپنجشیر تمویل گردد. در نظر است نورم آب را از ۹۰ لیتر به ۱۲۰ لیتر در نفر در یک روز برسانند. مصارف یک روز آب ۳۶۰٬۰۰۰ متر مکعب مصارف یکسال اضافه از ۱۲۹ میلیون متر مکعب خواهد رسید.

## چالش‌ها در تطبیق این ماستر پلان
این طبیعی است که در چنین کشور جنگ‌زده چنین پروژۀ بزرگی بدون چالش باشد ولی در صورتی‌که دلسوزانه صادقانه عمل شود. برای این وطن عادی است. ذیلاً در مورد مشکلات چنین نگاشته می‌شود.
۱. بد امنی و جلوگیری از حملات شورشیان مسلح در منطقه یک معضلۀ همیشگی است.
۲. هزینۀ این پروژه از توان دولت افغانستان و کشورهای خارجی در چنین شرایطی بالا است.
۳. قسمت زیاد زیربنای این پروژه (مکتب، سرک، برق، آب، فاضلآب، مارکت‌ها، دفاتر، وزارتخانه‌ها، و غیره) را دولت مجبور است پیش از ساختمان اعمار نماید. برای دولت که در یک سال بیشتر از یک میلیارد دالر را پوره نمی‌تواند چگونه مصارف ساختمان را پوره خواهد نمود. کمپنی‌های خارج از سرمایه‌گذاری در چنین شرایط نامعلوم و گنگ ابا خواهند ورزید.
۴. مشکلات تهیۀ مواد خام با آن هم که همسایگان بندرهای خود را به‌روی افغانستان مسدود نموده‌است.
۵. در صورتی‌که کارکنان دولت صادقانه عمل ننمایند مانند کابل کهنه این زمین‌ها و خانه‌ها در مراحل اول به‌دست دلالان سیاسی و تجارتی خواهد افتاد. ده و صد چند از مردم مفاد خواهند گرفت. پیشتر یک تعداد افراد که با دستگاه دولت سازش نموده بودند. فریبکارانه به‌نام شرکت ساختمانی زمین‌ها را از دولت گرفته به‌قیمت خیلی گران بالای مردم به‌فروش رسانیدن و در اخیر خود فرار نمودند. شورای ملی افغانستان این قضیه را به‌نام خیانت ملی محسوب نمودند. امید تکرار نگردد.